# Wrestle Kingdom 19
Wrestle Kingdom 19 fue la decimonovena edición de Wrestle Kingdom, un evento de lucha libre profesional (o puroresu) promovido por New Japan Pro-Wrestling (NJPW) que se llevó a cabo el 4 de enero de 2025 en la ciudad de Tokio, Japón en el recinto deportivo del Tokyo Dome.

## Producción
Wrestle Kingdom es considerado el evento insignia de New Japan Pro-Wrestling, y que continúa la tradición anual (proveniente desde 1992) de la empresa nipona en efectuar un evento en el Tokyo Dome, el 4 de enero de cada año como una celebración del Año Nuevo.
Debido a su legado, este evento ha sido descrito como un equivalente de WrestleMania en Japón en cuanto a su alcance en la lucha libre profesional.

## Resultados
- Kick-Off: Hirooki Goto ganó el New Japan Ranbo Battle Royal y obtuvo una oportunidad por el Campeonato Mundial Peso Pesado de la IWGP (34:35).
  - Goto eliminó finalmente a Great-O-Khan, ganando la lucha.
  - Los otros participantes fueron: Josh Barnett, Bolten Oleg, Yuji Nagata, Togi Makabe, KENTA, Yoshi-Hashi, Yujiro Takahashi, Toru Yano, Hiroyoshi Tenzan, Satoshi Kojima, SANADA, Tomoaki Honma, Taichi, Tomohiro Ishii y Alex Zayne.
- Ichiban Sweet Boys (Kosei Fujita & Robbie Eagles) derrotaron a Intergalactic Jet Setters (Kevin Knight & KUSHIDA) (c), Catch 2/2 (Francesco Akira & TJP) y Bullet Club War Dogs (Clark Connors & Drilla Moloney) en un Tokyo Terror Ladder Match y ganaron el Campeonato en Parejas Peso Pesado Junior de la IWGP (13:05).
  - Fujita ganó la lucha después de descolgar los campeonatos.
- Mayu Iwatani derrotó a AZM y retuvo el Campeonato Femenino de la IWGP (8:46).
  - Iwatani curió a AZM después de un «Closed Dragon Suplex».
- El Phantasmo (con Jado) derrotó a Ren Narita (c), Jeff Cobb y Ryohei Oiwa (con Hartley Jackson) y ganó el Campeonato Televisivo de NJPW World (10:04).
  - El Phantasmo cubrió a Narita después de un «Thunderkiss '86».
- Hiroshi Tanahashi derrotó a EVIL (con Dick Togo) en un Lumberjack Match (15:07).
  - Tanahashi cubrió a EVIL después de revertir un «Everything Is Evil» con un «Roll-Up».
  - Después de la lucha, House of Torture atacó a Tanahashi, pero fueron detenidos por Katsuyori Shibata.
  - Si EVIL ganaba, Tanahashi tenía que retirarse de la lucha libre profesional.
- El Campeón Internacional de AEW Konosuke Takeshita (con Don Callis) derrotó a Shingo Takagi y ganó el Campeonato de Peso Abierto NEVER (12:42).
  - Takeshita cubrió a Takagi después de un «Cinnabomb».
  - Ambos campeonatos estuvieron en juego.
- El Desperado derrotó a DOUKI y ganó el Campeonato Peso Pesado Junior de la IWGP (5:23).
  - El árbitro detuvo el combate después que DOUKI no pudiera seguir luchando.
- Yota Tsuji derrotó a David Finlay (con Gedo) y ganó el Campeonato Global Peso Pesado de la IWGP (19:39).
  - Tsuji cubrió a Finlay después de un «Gene Blaster».
  - Durante la lucha, Gedo interfirió a favor de Finlay.
- Tetsuya Naito derrotó a Hiromu Takahashi (17:08).
  - Naito cubrió a Takahashi después de un «Destino».
- Zack Sabre Jr. derrotó a Shota Umino y retuvo el Campeonato Mundial Peso Pesado de la IWGP (43:44).
  - Sabre cubrió a Umino después de un «Zack Driver».